# Schweiz 5
Schweiz 5 (bis November 2008 U1 TV) war ein Schweizer Privatfernsehsender, der am 1. März 2004 unter dem Namen U1 TV den Betrieb aufnahm und am 1. November 2021 eingestellt wurde. Gesendet wurde in schweizerdeutschen Dialekten und Schweizer Hochdeutsch. Der Nischensender erreichte einen Marktanteil von unter einem Prozent.

## Das Programm
Seit der Rückgabe der Konzession bot Schweiz 5 keine täglichen News mehr an. Das anfangs geplante «Sportfernsehen» wurde auf den Sender Star TV verlegt. Das einzige sportliche Event auf Schweiz 5 wurde auf Kickboxen beschränkt. Der Sender konnte in der Vergangenheit schon mit Doku-Soaps aufwarten, wie «Gstaad im Winter – zwischen Tradition und top Tourismus», «Pfuusbus» oder «Die Rekrutenschule», in welcher der Sender noch als U1 ein Jahr lang Schweizer Rekruten begleitet hatte.
Am Vormittag zwischen 6 und 13 Uhr sendete Schweiz 5 Musikvideos (modern, klassisch und volkstümlich). Zwischen 13 Uhr und 17 Uhr und am Samstag bzw. Sonntag zwischen 14 Uhr und 17 Uhr wurde bis 2011 das Programm von 9Live übernommen.

## Besitzverhältnisse

Altes Logo von U1 TV

Die Schweiz 5 AG, welche das gleichnamige Programm betreibt, gehört zu 80 % Peter Heeb, der Rest zu Kanal 1. Die Kanal 1 TV AG hielt früher auch Beteiligungen an den Fernsehsendern TV München (zum 1. Juli 2005 eingestellt) und TV Berlin (nach Konkurs verkauft).
Auf den 1. Dezember 2008 wurde U1 TV in Schweiz 5 umbenannt und sendet weiterhin auf den bisherigen Kabelplätzen und Frequenzen von U1 TV weiter. Die U1 TV Station AG blieb danach ein reiner Fernseh- und Internet-Inhalteproduzent, der nicht nur für Schweiz 5, sondern auch für andere Fernsehsender in der Schweiz, Deutschland und Österreich tätig ist.

## Ehemalige Moderatoren
- Nicole Bircher
- Corsin Jost
- J.P.Love (J.P. Der Eidgenosse, Casino Games & J.P. Live)[5]
- Tom Thomson
- Irina Beller[6]
- Patrick Dütschler[7]

## Empfang
Der Sender wurde in den Kabelnetzen der Betreiber Cablecom, Swisscom, Sunrise Communications u. a. verbreitet, sowie als Livestream im Internet.

### Besonderes
U1 TV war der erste nationale Fernsehsender der Schweiz, der sein gesamtes Programm über das Internet ausstrahlte. Dies war möglich, weil der Sender hauptsächlich Eigenproduktionen herstellte.

### Streit mit der Cablecom
Im Februar 2007 kündigte der grösste Kabelnetzbetreiber der Schweiz, die Cablecom, die Verschiebung des Senders vom analogen ins digitale Kabelnetz per 30. August 2007 an. Da die meisten Einschaltquoten, auch wenn die Quoten in der Primetime im Promillebereich liegen (zwischen 0,1 und 0,2 % Marktanteil), im analogen Netz erzielt werden konnten, bewarb sich der Sender für die Aufnahme in die sogenannte «Must-Carry-Liste» (in dieser Liste werden Sender aufgenommen, welche für das Schweizer Publikum vom Bundesamt für Kommunikation (BAKOM) einen speziellen Senderechtsstatus erhalten – das heisst, diese müssen aus Service-Public-Gründen ausgestrahlt werden). Dies hatte zur Folge, dass die Verschiebung ins digitale Netz durch das BAKOM mit einer Verfügung aufgeschoben wurde. Um dem drohenden Quotenverlust entgegenzuwirken, wurde mit Hilfe von einigen Parlamentariern versucht, den Programmschwerpunkt mit der Marke «U1 Schweizer Sportfernsehen» auf Live-Sportveranstaltungen von sogenannten «Randsportarten» zu konzentrieren.
Am 19. Dezember 2007 gab das BAKOM bekannt, dass der Inhalt des Programms nicht für eine Aufnahme in diese Liste ausreiche. Darüber hinaus strahle U1 TV, laut BAKOM, zahlreiche Sendungen aus, die durch kostenpflichtige Mehrwertdienste-Nummern finanziert und teilweise dem verfassungsrechtlichen Leistungsauftrag widersprechen würden.
Ab dem 13. Januar 2008 war U1 TV nicht mehr im analogen Fernsehnetz der Cablecom empfangbar. Die U1 TV Station AG beschloss, den Entscheid vor das Bundesverwaltungsgericht weiterzuziehen, unterlag dort jedoch. Laut dem Entscheid des Bundesverwaltungsgerichts vom 20. November 2008 erfüllt das Programm von U1 TV weder quantitativ noch qualitativ den verfassungsmässigen Auftrag eines Fernsehsenders.
Nach dieser Entscheidung gelangte der Sender ans Bundesgericht, allerdings ebenfalls ohne Erfolg. Am 18. Juni 2009 wurde die Beschwerde mit der Begründung abgewiesen, ein „Must-Carry“-Programm müsse «in besonderem Mass zur Erfüllung des verfassungsrechtlichen Auftrags» beitragen, was bei U1 nicht gegeben sei. Die Kabelnetzbetreiberin Cablecom hat den Sender somit zu Recht aus ihrem Analognetz gestrichen.

## Kritik
Zeitweise bot Schweiz 5 in der Sendung "Time to do" eine Plattform für Pseudowissenschaftler, Esoteriker und andere Scharlatane. Die "Gäste" bezahlten für ihren Auftritt in der Sendung. Nach Kritik erfolgte die Kennzeichnung als Werbesendung. Der Moderator Norbert Brakenwagen war zudem in betrügerische Aktiengeschäfte verwickelt, die zum Teil seine Sendung quersubventionierten.